# Sekundärkaries

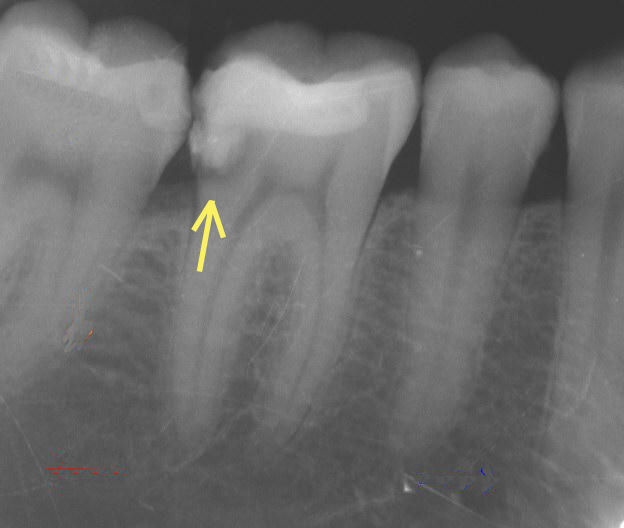
Unter der Füllung (weiß) des Zahnes 46 ist erneut Karies entstanden

Sekundärkaries ist ein Begriff aus der Zahnmedizin.
Er bezeichnet eine erneute Kariesbildung an einer bereits behandelten kariösen Stelle, beispielsweise an einem überstehenden, ungenügend dichten oder schadhaften Füllungs- oder  Kronenrand. 
Siehe auch: Prädilektionsstelle
Die Sekundärkaries ist  vom Kariesrezidiv zu unterscheiden, dem eine ungenügend behandelte Karies zugrunde liegt.